# Семья Жанны д’Арк

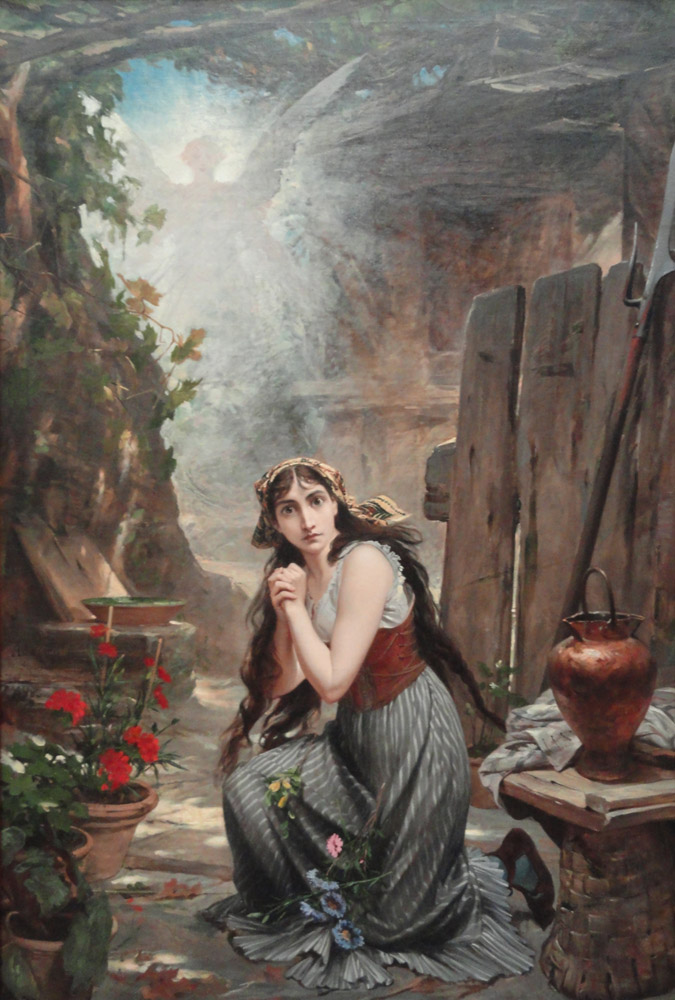
Жанна в Домреми
(Педру Америку, 1884 год)

Семья Жанны д’Арк — включала родителей, трех братьев, сестру и несколько дальних родственников, в той или иной степени принимавших участие в истории национальной героини Франции.
Несмотря на все усилия исследователей, не существует единого мнения о происхождении семьи д’Арк из Домреми. В средневековой Франции существовало два селения, называемые Арк — это Арк-ан-Барруа (департамент Верхняя Марна, Шампань в шести милях от Шомона), и Арк-ан-Тий, в нынешнем департаменте Кот-д’Ор, недалеко от Дижона. Фамилия д’Арк также была достаточно распространена, её носили крестьяне, священники, горожане, дворяне, в том же Арк-ан-Тий владела замком некая Жанна д’Арк. Сторонники альтернативной версии происхождения Жанны, возводят эту фамилию к гипотетическому гербу семьи — луку (фр. аrc) и стрелам на лазоревом фоне, «традиционалисты» видят в ней указание на имя селения, из которого происходила семья. Не существует также единообразия в написании самой фамилии — в хрониках отмечаются варианты «Тарк», «Дарк», «Дай» и «Дей», что обычно объясняется особенностями лотарингского произношения, в котором звук «р» практически растворяется и записью фамилии на слух.

## Отец

Памятник Жаку д’Арк в Домреми

Жак д’Арк родился в 1375 или 1380 году в Сеффоне, диоцез Труа (в настоящее время департамент Верхняя Марна). Об этом позднее свидетельствовал его потомок — Шарль дю Лис. Дом, где он родился, позднее перешёл к младшему сыну — Жану д’Арку. Как и музей Жанны в Домреми, этот дом, украшенный соответствующей мемориальной доской сохранился до нынешнего времени.
Женившись на Изабелле Роме, перебрался в Домреми, где занимался хлебопашеством, владел «двадцатью гектарами земли, из которых 12 составляла пашня, четыре — луга, и ещё четыре — леса», лошадьми и достаточно большим стадом овец и коров. Семья д’Арк считалась весьма зажиточной, так в 1419 году Жак приобрел в пользование замок Иль (ныне разрушенный), и в 1423 году был старостой деревни Домреми, подчиняясь непосредственно местному прево. В его служебные обязанности входили, в частности, сбор налогов и наблюдение за порядком, так подпись Жака д’Арк стоит на документе об уплате налогов местному землевладельцу.
В 1427 году представлял деревню Домреми во время тяжбы, судьей в которой выступал Робер де Бодрикур, будущий соратник Жанны.
До конца жизни не одобрял решения дочери и всеми силами препятствовал её уходу из дому, в частности, пытаясь выдать замуж. Присутствовал на коронационных торжествах, причём король полностью возместил ему дорожные расходы и подарил коня для возвращения домой. Отцу Жанны было вменено в обязанность сообщить односельчанам о том, что отныне они свободны от королевского налога.
В 1429 году получил дворянское звание и вместе с ним аристократическую фамилию дю Лис. Умер в 1431 году, и по свидетельству сельчан, до конца сокрушался о судьбе дочери.
По свидетельству самой Жанны на Руанском процессе:
Когда я еще жила с отцом и матерью, моя мать не раз говорила мне о том, что отцу снились сны, будто я, Жанетта, его дочь, уехала куда-то в сопровождении солдат, так он рассказывал об этом. Мои отец и мать делали все возможное, чтобы этого не случилось, и буквально не спускали с меня глаз. Я повиновалась им во всем, кроме того случая в Туле — когда речь пошла о замужестве. Я слышала от своей матери, что отец говорил братьям: «Клянусь, я был готов, если бы мой сон, что я видел о дочери, действительно сбылся, приказать вам её утопить, а если бы вам не хватило духу — утопил бы её собственными руками.» Он был вне себя от гнева, из-за того, что я уехала в Вокулёр.
На вопрос, было ли это до или после того, как Жанне явилось предполагаемое откровение, она ответила: «Да, это случилось через пару лет, после того, как я впервые услышала Голос».

## Мать

Памятник «Во славу матерей» в Вутоне. Изображает Изабеллу Роме с юной Жанеттой на руках. Надпись на нём гласит: «Да будет этот памятник знаком уважения, почтения и славы, воздаваемых всем матерям, которых олицетворяет здесь благородная мать св. Жанны д’Арк, Изабелла де Вутон, прозванная Роме, что подарила свою дочь Франции и миру.»

Изабелла (Забийета) Роме (1385—1458) родилась в деревне Вутон (по месту рождения, в документах она иногда именуется Изабеллой де Вутон), в 7 милях к западу от Домреми. Считается, что Роме — не фамилия, а прозвище семьи, полученное после того, как один из предков совершил паломничество в Рим (фр. Rome).
По свидетельству её брата Паскереля, во время, когда Жанна отправилась к королевскому двору, её мать предприняла паломничество к святыням Пюи. Вместе с дочерью возведена в дворянское достоинство в декабре 1429 года.
После смерти мужа перебралась в Орлеан, к старшему сыну. В счетных книгах города сохранились отчеты об оплате за лечение «Изабелле Роме, матери Девы». Город выделил ей постоянную пенсию «48 су парижской чеканки в месяц», и в Орлеане она оставалась до смерти, в доме Анрие Анкетиля, причём опять же, по инициативе и за деньги городского совета, ей отдал свою служанку мессир Бертран, местный врач.
Формально выступила в роли истицы на совете реабилитации, который открылся 7 ноября 1450 года в Париже, в церкви Нотр-Дам.

## Сестра
Катрин д’Арк (младшая) сестра Жанны. Родилась, согласно принятой версии в 1413 году Вышла замуж за Жана Колена, сына «Колена из Грё». Умерла совсем юной, ещё до того, как Жанна покинула родной дом. Приблизительные даты жизни — 1413 — 1429 годы.

## Братья

### Пьер
Пьер или Пьерло родился в 1408 году, год смерти неизвестен (некоторые исследователи называют дату 1501 год — но она является чисто предположительной). Последовал за сестрой «во Францию», участвовал в осаде Орлеана, причём жил с ней в одном и том же доме, присутствовал в Реймсе на коронации и вместе со всей семьей был возведен в дворянское достоинство и получил фамилию дю Лис. Во время битвы при Компьене вместе с ней попал в плен, и вынужден был уплатить огромный выкуп, что довело его практически до разорения.
По возвращении получил от короля значительные подарки и милости, среди прочих был возведен в кавалеры аристократического Ордена Дикобраза Получал пожизненную пенсию от городского совета Орлеана, также в награду от герцога Карла кроме денег получил во владение остров Иль-о-Беф.
Оставался в Орлеане до конца жизни, после смерти мужа к нему перебралась Изабелла Роме. Сын Пьера, Жан, по непонятной причине получил прозвище «Дева», которое до того носила Жанна. В семье Пьера дю Лис как реликвии хранились три письма Жанны и якобы принадлежавший ей меч, потерянный во времена Великой Французской революции.

### Жан

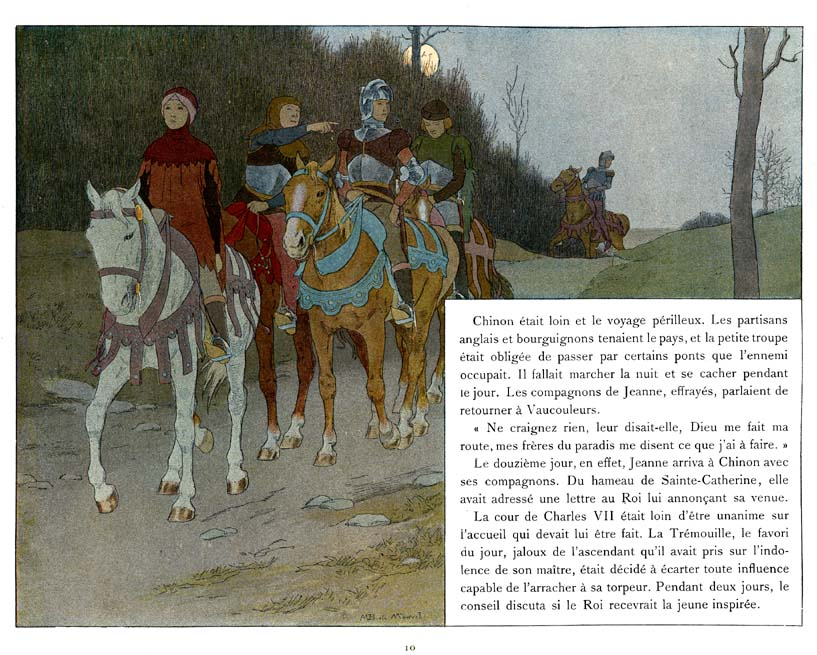
Жанна с братьями отправляется в поездку

Годы жизни — 1409—1440. Сопровождал Жанну с начала её миссии, в Невшатель, затем к королевскому двору, принимал участие в боевых действиях. Вместе с братом Пьером, жил вместе с ней в Орлеане в доме у Жака Буше. В 1429 году получил дворянство и затем — должность прево Вокулера.
Опять же, вместе с братом Пьером, «признал» в Жанне дез Армуаз сестру, пытался убедить в том короля. Во время процесса реабилитации, стоял во главе комиссии, опрашивавшей сельчан в Домреми, ездил в Руан, сопровождал мать в Париж, к королевскому двору.
Последовательно сменил должности бальи Вермандуа, капитана Шартра и наконец сменил де Бодрикура на посту прево Вокулера. Его сын стал кюре в приходе Домреми.

### Жакмен
Жакмен или по другим сведениям Жакло (1402—1430) — названный в честь отца, родился в 1402 году в Водрее. О нём известно немного. Был женат на Катерине Корвисе, которая была на три года его младше, причём венчание произошло в церкви Сен-Реми, в родной деревне жениха. Какое-то время жил в Вутоне, на родине матери. Имел, по всей видимости, дочь и сына, которого назвал в честь брата Жаном. Умер молодым, около 28 лет от роду.

## Комментарии
1. ↑  Возведён в рыцари ордена герцогом Карлом Орлеанским. По уставу в этот орден принимались выходцы из семей, чьи члены не менее чем в четырёх поколениях были дворянами. Впрочем, для брата Жанны д’Арк могло быть сделано исключение[1].